# ضربه آزاد مستقیم

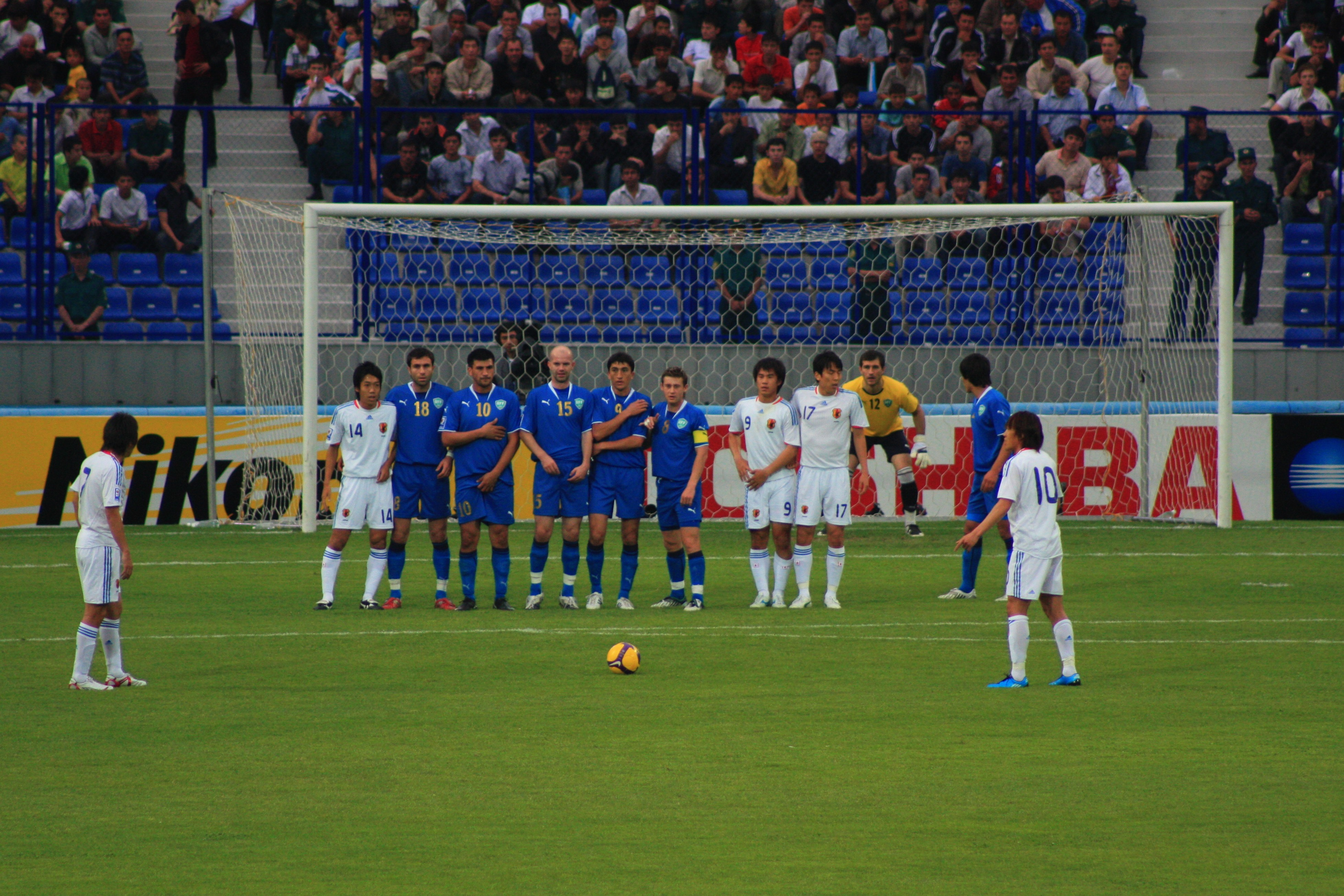
بازیکنان ژاپن در حال نواخت ضربه ایستگاهی مستقیم به سمت دروازه تیم ازبکستان - مقدماتی جام جهانی فوتبال ۲۰۱۰

ضربه آزاد مستقیم در بازی فوتبال عبارت است از گونه از شروع مجدد که در آن بازیکن می‌تواند توپ را مستقیم به سمت دروازه تیم رقیب شوت کند و در صورت گل شدن برای داور قابل قبول است. این شروع مجدد اغلب در مواردی اتفاق می‌افتد که در اطراف محوطه جریمه یکی از تیم‌ها، روی بازیکنان تیم رقیب خطایی صورت بگیرد.
از بهترین کاشته زن‌های دنیا می‌توان به جونینیو، لیونل مسی، نیمار، دیویدبکام، روبرتو کارلوس، آندره آ پیرلو، کریستیانو رونالدو ،رونالدینیو و خوزه لوئیس چیلاورت اشاره کرد.